# シャンティ デイズ 365日、幸せな呼吸
『シャンティ デイズ 365日、幸せな呼吸』（シャンティ デイズ 365にち、しあわせなこきゅう）は、2014年10月25日公開の日本映画。
主演は門脇麦と道端ジェシカで、道端は今作が女優デビューとなる。
日本初の劇場でヨガを体感できる映画として、監督を務めた永田が「ヨガを知ることで、ストレスのある現代社会を楽しく気楽に生きるためのヒントを提供したい」という想いをこめて制作された。

## あらすじ
本沢海空（ミク）は青森の実家で林檎の収穫を手伝っていたが、刺激的な生活を求めて上京。
「もう田舎者とは呼ばせない!」と意気がっているものの、口を開けば出てくるのは津軽弁ばかり。
ある時テレビで、KUMIというトップモデル兼ヨガインストラクターの美しさに一目惚れし、KUMIのいるヨガスクールに通い始める。

## キャスト
- 本沢海空（ほんざわ みく） - 門脇麦
- KUMI - 道端ジェシカ
- 楢山篤史 - ディーン・フジオカ
- 時森 - 葉山奨之
- RISA - 石田ニコル
- 瞬 - 坂口健太郎
- 本沢花代 - 高谷智子
- 若尾編集長 - 鶴見辰吾
- 佐藤の妻 - 木内みどり
- 佐藤春夫 - 蛍雪次郎
- 梅之助 - 村上淳
- KUMI幼少期　- 木内舞留

## 受賞
- 第36回ヨコハマ映画祭 最優秀新人賞 （門脇麦、『愛の渦』『闇金ウシジマくんPart2』と合わせて）
- 第88回キネマ旬報ベスト・テン 新人女優賞 （門脇麦、『愛の渦』『闇金ウシジマくんPart2』と合わせて）[2]

## 関連書籍
- 『シャンティ デイズ / 365日、幸せな呼吸』（著：永田琴、祥伝社）2014年10月10日刊行 ISBN 978-4396380779